# Phaonia regalis
Phaonia regalis är en tvåvingeart som först beskrevs av Stein 1900.  Phaonia regalis ingår i släktet Phaonia och familjen husflugor. Inga underarter finns listade i Catalogue of Life.